# Schlacht um Vicksburg
Grand Gulf – Snyders Bluff –  Port Gibson – Raymond – Jackson – Champion Hill – Big Black – Millikens Bend – Goodrich Landing – Helena – Vicksburg
Die Schlacht um Vicksburg, auch Belagerung von Vicksburg genannt, fand vom 19. Mai bis zum 4. Juli 1863 rund um die Kleinstadt Vicksburg, Mississippi statt. Sie war die letzte Schlacht des Zweiten Vicksburg-Feldzugs und gilt als eine entscheidende Schlacht des Amerikanischen Bürgerkrieges.
Die Schlacht begann mit zwei erfolglosen Angriffen der Tennessee-Armee der Union auf die Stellungen der Konföderierten vor Vicksburg. Generalmajor Ulysses S. Grant begann danach mit der Belagerung der Stadt, die nach sechs Wochen und einem Tag am Unabhängigkeitstag zur Kapitulation der die Stadt verteidigenden konföderierten Mississippi-Armee führte. Mit dem Fall von Vicksburg verlor die Konföderation ihren vorletzten Stützpunkt am Mississippi. Mit der darauf folgenden Kapitulation von Port Hudson, Louisiana stand das gesamte Mississippi-Tal unter Kontrolle der Union. Die Konföderation war in zwei Teile gespalten.

## Vorgeschichte
Der Mississippi war vor Kriegsbeginn die wirtschaftliche Lebensader für die Staaten des mittleren Westens. Mit Kriegsbeginn war diese Verbindung unterbrochen. Präsident Lincoln hatte schon 1862 die Einnahme von Vicksburg als unabdingbare Voraussetzung für den Sieg gefordert. Generalmajor Grant hatte im ersten Vicksburg-Feldzug mit der Tennessee-Armee erfolglos versucht, Vicksburg von Norden und Westen einzunehmen. Im zweiten Vicksburg-Feldzug überquerte die Tennessee-Armee den Mississippi ungefähr 40 Meilen südlich der Stadt, griff zunächst nach Nordosten in Richtung Jackson, Mississippi an und wandte sich danach nach Westen. Grant schlug die konföderierte Mississippi-Armee unter Generalleutnant John C. Pemberton entscheidend in der Schlacht am Champion Hill und hatte am 17. Mai den Big Black überschritten.
Vicksburg sperrte, in Verbindung mit den anderen Befestigungen entlang des Mississippi, den Fluss für die Nutzung durch die Union. Nachdem nur noch Port Hudson und Vicksburg als Stützpunkte am Mississippi übrig geblieben waren, wurde die Stadt durch Präsident Davis zum Scharnier der Föderation ernannt. Mit der Verteidigung der Bundesstaaten Mississippi und Louisiana östlich des Mississippis beauftragte Davis Generalleutnant Pemberton und dessen Mississippi-Armee. Pemberton gelang es, die Tennessee-Armee während des ersten Vicksburg-Feldzuges abzuwehren. Nach der Invasion Mississippis gelang es Pemberton nicht, seine Kräfte zusammenzufassen und Grant nach der Landung zu schlagen. Nach der Schlacht am Champion Hill wichen die Truppenteile der Mississippi-Armee zum Big Black demoralisiert, aber meist geordnet aus. Nach der Niederlage an der Brücke über den Big Black flohen die konföderierten Soldaten am 17. Mai in die Befestigungen von Vicksburg.

### Gelände
Vicksburg liegt am Ostufer des Mississippi auf einem Höhenzug bis zu 60 m über dem Fluss. Der Höhenzug erstreckt sich von Haynes Bluff, zwölf Meilen nordöstlich am Yazoo, bis zur Mündung des Big Black in den Mississippi, 30 Meilen südlich; sie fällt zur Landseite bis zum Big Black ab und bot für die Verteidigung gut geeignete überhöhte Stellungen. Das Schlüsselgelände für die Verteidigung Vicksburgs lag nordöstlich der Stadt am Yazoo bei Haynes Bluff.

### Ziele
Die Regierung der Nordstaaten beabsichtigte, die Kontrolle über den unteren Mississippi zu erhalten, um so den Fluss für die Wirtschaft nutzen zu können. Gleichzeitig würde durch die Einnahme Vicksburgs die Konföderation in zwei Hälften geteilt und ein Teil des Anakonda-Plans verwirklicht werden. Die Südstaaten verfügten mit Vicksburg und Port Hudson, Louisiana nur noch über zwei befestigte Stützpunkte am Mississippi, über die eine sichere Verbindung mit den Gebieten westlich des Flusses gehalten werden konnte. Der Wegfall dieser Verbindung würde besonders den Warenverkehr erheblich beeinträchtigen. Für die Konföderation ging es zusätzlich um ihr Ansehen in der Welt und in der Bevölkerung, das Halten von Vicksburg wurde zum Prestigeobjekt.

### Ausgangslage
Generalmajor Grant begann die Belagerung mit den drei Korps, die bisher den zweiten Vicksburg-Feldzug durchgeführt hatten. Nach der kampflosen Einnahme von Haynes Bluff setzte er sofort Truppenteile zur Abwehr eines Angriffs aus Osten ein. Im weiteren Verlauf der Belagerung verstärkte Grant sich durch Großverbände aus seinem eigenen Wehrbereich und aus den Wehrbereichen Missouri und Ohio auf mehr als 70.000 Mann. Mehr als die Hälfte dieser Truppen setzte Grant zur Abwehr eines Angriffs Joseph E. Johnstons aus Osten ein.
Generalleutnant Pemberton konnte mit den am Big Black geflohenen Divisionen und den in Vicksburg stationierten Divisionen Stevensons und Forneys die Verteidigung der Stadt aufbauen. Er hatte am 26. Mai 17.356 dienstfähige Soldaten zur Verfügung, die in ausgebauten Stellungen die Stadt verteidigten.

## Schlacht
In der Nacht des 18. Mai erreichten die ersten Truppenteile der Tennessee-Armee die äußeren Befestigungsanlagen der Stadt. Grant wollte den Erfolg der Vortage ausnutzend die demoralisierten Konföderierten in einer letzten Anstrengung angreifen und Vicksburg nehmen, bevor Johnston in seinem Rücken zu einer Gefahr für die Tennessee-Armee werden konnte.

### Angriff am 19. Mai

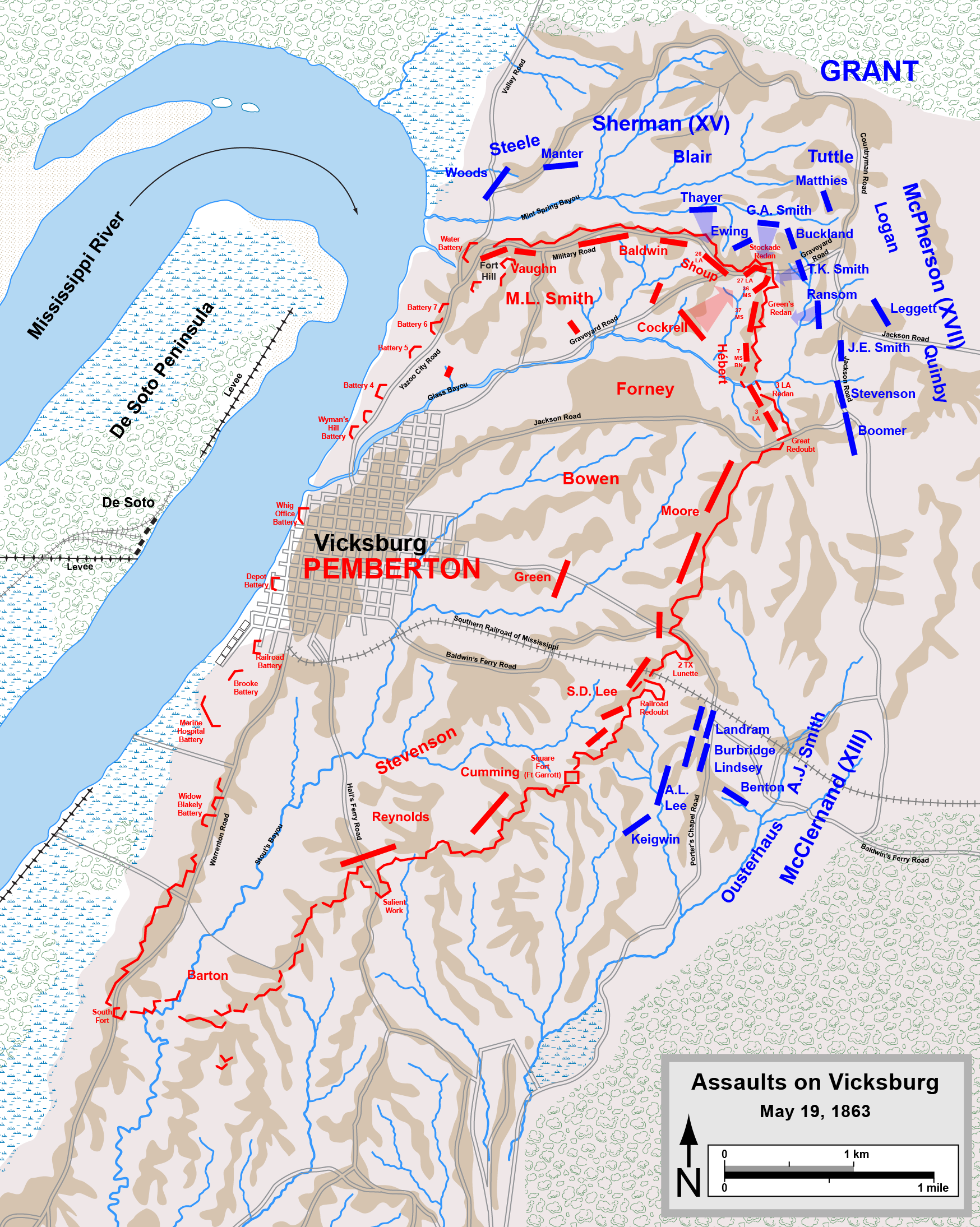
Angriff am 19. Mairot: konföderierte Truppen
blau: Unionstruppen

Das XV. Korps Shermans erreichte Haynes Bluff, um das noch um die Jahreswende erbittert gekämpft worden war, kampflos in der Nacht vom 17. auf den 18. Mai. Diesem Korps folgte das XVII. McPhersons, das sich links von Sherman entfaltete, und danach das XIII. John McClernands, das am linken Flügel der Armee eingesetzt wurde. Generalmajor Grant befahl den Angriff aller Korps am 19. Mai 14:00 Uhr. Der Angriff begann nach fünfstündiger Artillerievorbereitung mit einer Division des XV. Korps.

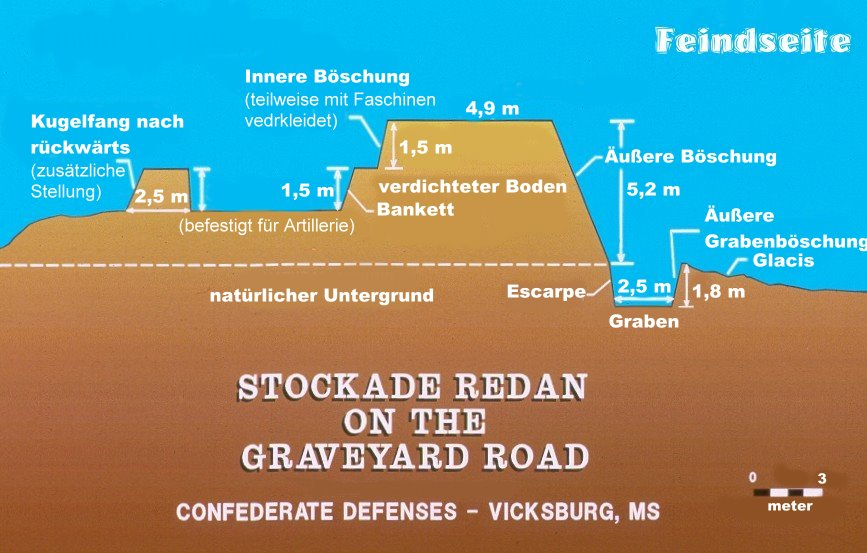
Skizze der ‘Stockade Redan’

Die Konföderierten verteidigten sich dem XV. Korps gegenüber aus Stellungen mit dem Schwerpunkt in der ‘Stockade Redan’, einem Festungswerk im Norden der Verteidigungslinie. Dem vorderen Regiment des XV. Korps gelang es, bis auf den feindseitigen Hang der ‘Stockade Redan’ vorzugehen, blieb dort jedoch im Feuer der Konföderierten liegen. Erst im Schutz der Dunkelheit konnten die überlebenden Soldaten der Union auf ihre eigenen Linien ausweichen.
Die beiden anderen Korps der Tennessee-Armee nahmen zunächst nicht am Angriff teil, da sie ihre Sturmausgangsstellungen noch nicht erreicht hatten. Erst während des Angriffs des XV. Korps konnten sie ihre Ausgangsstellungen nehmen. Dabei kam es nur zu Scharmützeln mit den konföderierten Verteidigern. Die Verluste der Tennessee-Armee betrugen 157 Gefallene, 767 Verwundete und 8 Vermisste; insgesamt 942 Soldaten. Die Verluste der Konföderierten sind nicht im Einzelnen festgehalten; Pemberton bezeichnete sie als gering und forderte in seiner Meldung über die erfolgreiche Abwehr des Angriffs die Versorgung mit Zündhütchen und einen schnellen Entsatz.

### Angriff am 22. Mai
Trotz dieses Misserfolgs bestand Grant auf einem erneuten Angriff. Dazu verabredete er zunächst am 21. Mai die Zusammenarbeit mit der Mississippi-Flottille, die bis eine halbe Stunde nach Angriffsbeginn die Befestigungen der Konföderierten beschießen sollte. Grant befahl anschließend persönlich den Kommandierenden Generalen den Angriff für 10:00 Uhr am nächsten Tag. Dazu ließ er einen Zeitvergleich durchführen, damit sichergestellt war, dass alle Korps zum gleichen Zeitpunkt antreten würden.

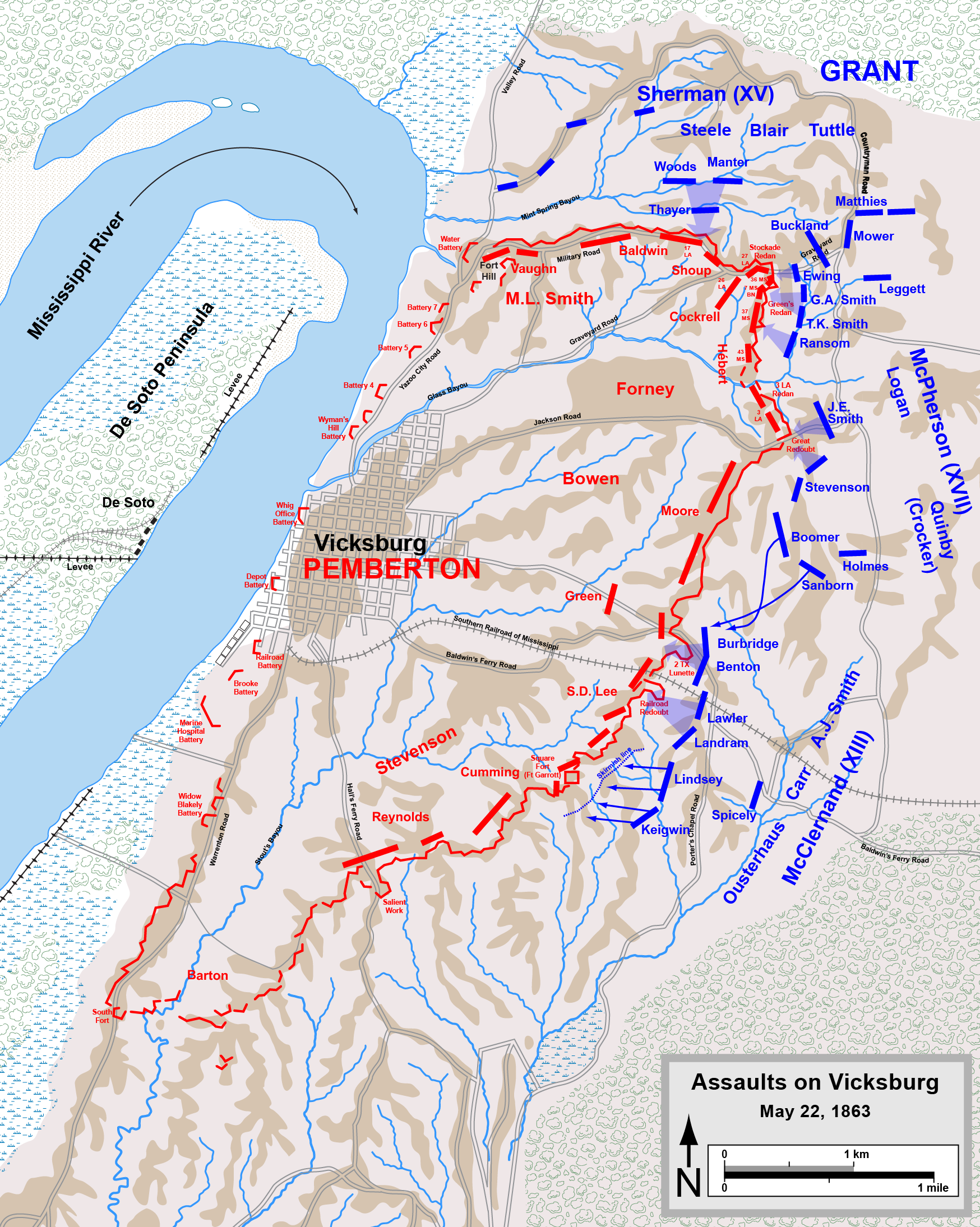
Angriff am 22. Mairot: konföderierte Truppen
blau: Unionstruppen

Die ganze Nacht feuerten die Mörser der Flottille in die Stellungen der Konföderierten und die Stadt. Die gesamte verfügbare Artillerie eröffnete am frühen Morgen gemeinsam mit Scharfschützen das Feuer. Der Angriff aller Korps begann gleichzeitig um 10:00 Uhr. Sherman hatte seine Divisionskommandeure noch einmal ausdrücklich darauf hingewiesen, dass der Angriffsbeginn nicht auf ein Zeichen, sondern ab dem befohlenen Zeitpunkt stattzufinden habe.
Der Sturm blieb wie am 19. Mai an den Hängen der Festungswerke und Lünetten liegen. Nur das XIII. Korps meldete Einbrüche in die konföderierten Stellungen. Grant, der von einem Beobachtungspunkt im Bereich des XVII. Korps das Scheitern des Angriffs verfolgte, glaubte den Meldungen McClernands nicht. Auf die wiederholte Meldung McClernands, er benötige Verstärkungen, um seinen Erfolg auszubauen, befahl Grant, um jede mögliche Chance zu bewahren, fast alle Truppen des XVII. Korps zur Unterstützung abzustellen. Gleichzeitig ließ er die Angriffe des XV. Korps wiederholen.
Pemberton wehrte die Angriffe durch Verlagern des Schwerpunktes flexibel ab. In seinem Bericht meldet er die Abwehr aller Angriffe unter geringen eigenen Verlusten und großen des Gegners.
Grant meldete Halleck am 22. Mai, dass die Verluste nicht übermäßig stark seien. Sie betrugen 502 Gefallene, 2.550 Verwundete und 147 vermisste Soldaten. In seinem offiziellen Bericht bedauert er die Verluste, die besonders nach dem ersten erfolglosen Sturm eingetreten seien. Er schob sie jedoch McClernand zu, der wegen seiner falschen Meldungen einen erneuten Einsatz zusätzlicher Kräfte und einen erneuten Angriff veranlasst hätte. Insgesamt beurteilte Grant den Angriff nicht als völlig erfolglos. Schließlich hätten die Truppen Stellungen nahe der gegnerischen Befestigungen erobern und halten können. In Anbetracht der Stärke der gegnerischen Stellungen kam er zu der Überzeugung, dass eine Belagerung Vicksburg das geeignete Mittel sei, die Stadt zu erobern.

## Die Belagerung

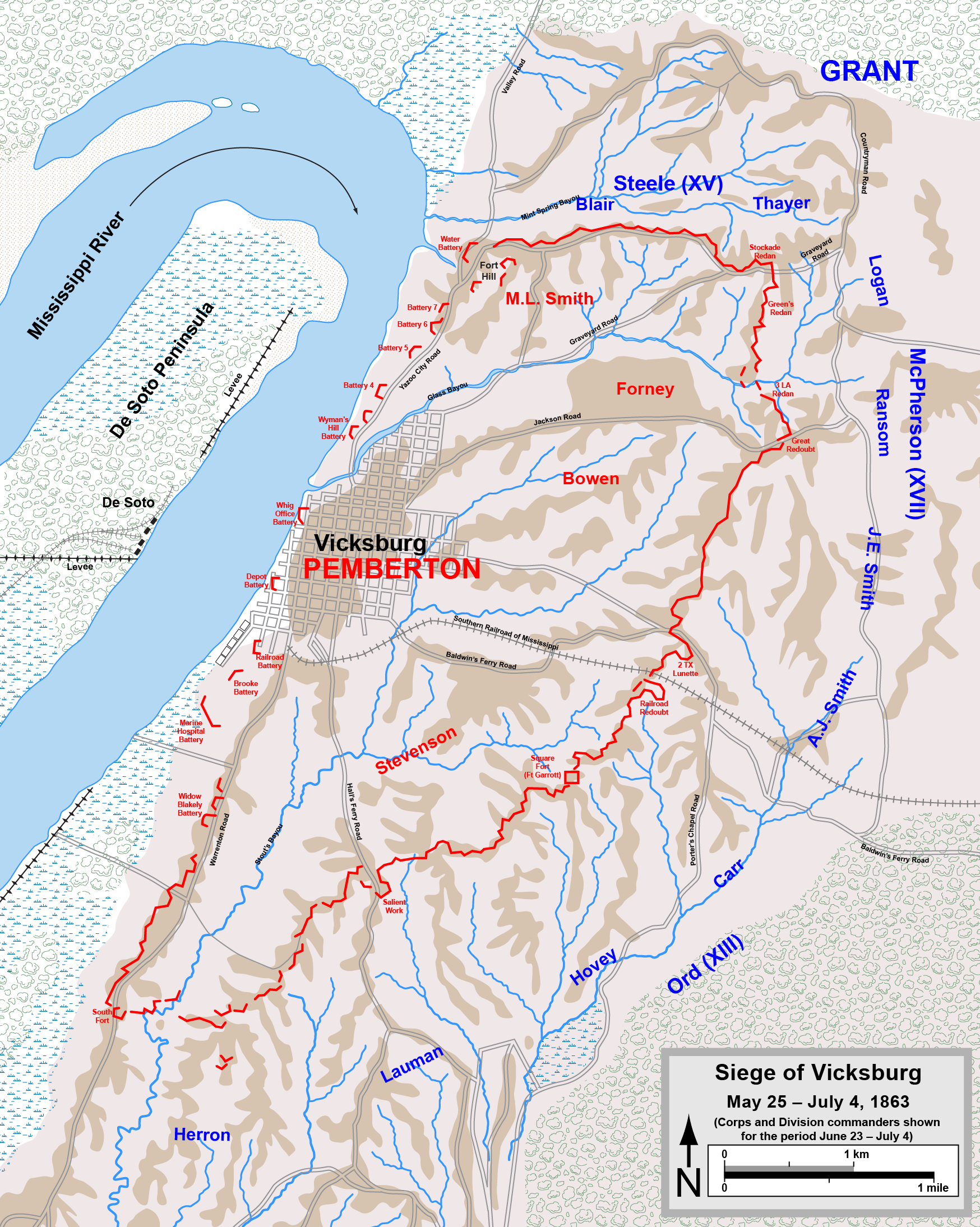
Belagerungsring um Vicksburgrot: konföderierte Truppen
blau: Unionstruppen

Die Mississippi-Armee hatte in den letzten sieben Monaten die Lünetten, Forts und Palisaden angelegt, an denen am 19. und 22. Mai die Angriffe der Nordstaatler gescheitert waren. Die Befestigungen erstreckten sich vom Fluss zwei Meilen nördlich der Stadt im Bogen nach Osten und Süden um die Stadt herum und erreichten den Fluss wieder neun Meilen südlich der Stadt. Sie verliefen entlang eines Höhenzuges.
Grant verstärkte die Tennessee-Armee mit Großverbänden aus Missouri und Kentucky. Mehr als die Hälfte aller ihm zur Verfügung stehenden Truppen – ungefähr 36.000 Soldaten – setzte Grant unter Shermans Kommando in den Überwachungskräften (Army of Observation) ein. Deren Auftrag bestand darin, einen eventuellen Angriff Johnstons abzuwehren. Dazu führten Großverbände mehrere Raids nach Norden und Osten durch, auf denen sie in einer Art verbrannter Erde das Land verwüsteten, damit es für Entsatzoperationen nicht mehr nutzbar war.

### Durchführung
Annäherungsgräben und Minen

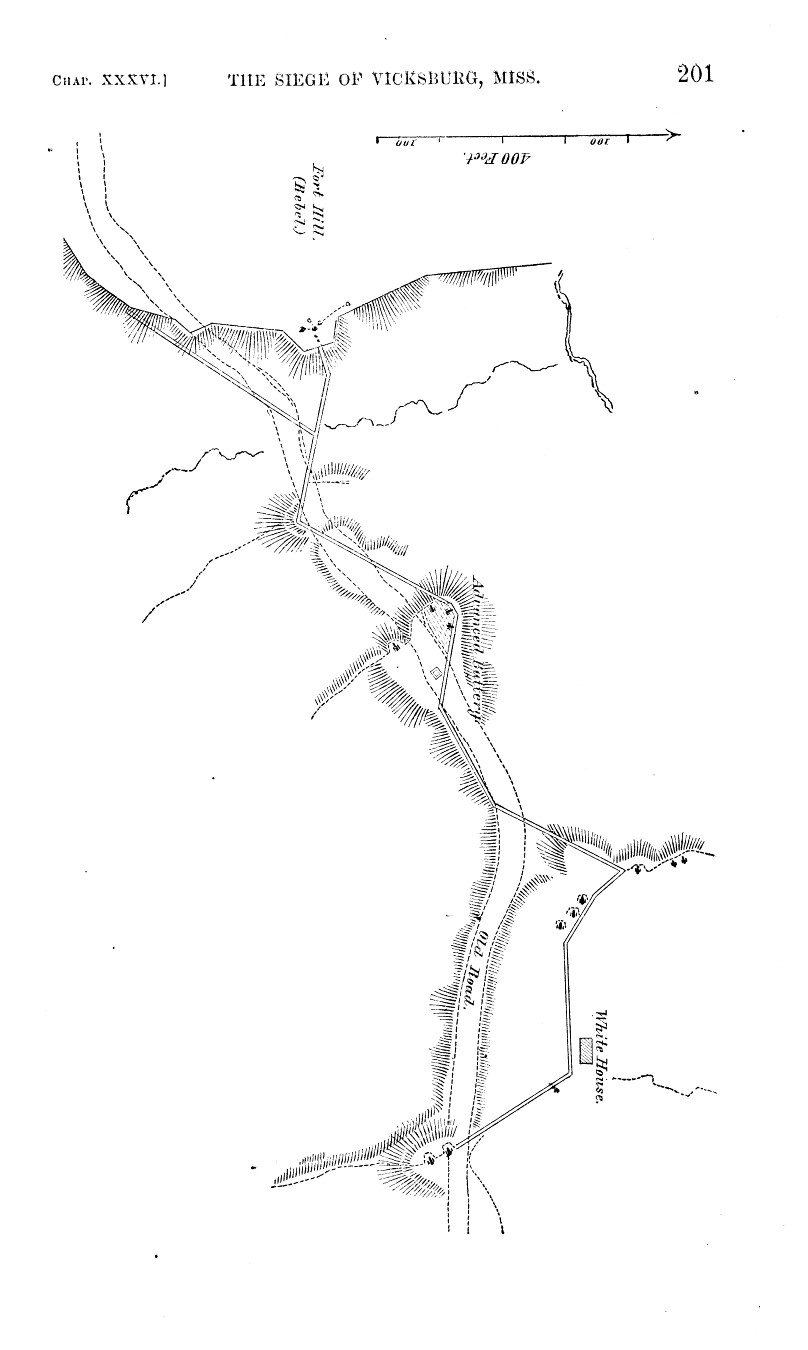
Annäherungsgraben zur 3. Louisiana Redan

Grant befahl am 25. Mai den Kommandierenden Generalen, mit der Belagerung zu beginnen. Dabei sei es wünschenswert, keine Menschenleben mehr zu verlieren. Gleichzeitig befahl er Gräben so anzulegen, dass Artillerie nach vorne gebracht und Minen unter den konföderierten Stellungen gezündet werden konnten. Die Leitung dieser Arbeiten übertrug er den Pionieroffizieren der Kommandos.
Am 26. Mai begannen die Bauarbeiten. Bis zu 300 Soldaten waren gleichzeitig beim Bau eines Annäherungsgrabens eingesetzt. Die Sappen verliefen im Zickzack auf die gegnerischen Stellungen zu. Sie waren ungefähr 2,40 m breit und 2,10 m tief. Artilleriegeschütze konnten so in Deckung nach vorne gebracht werden. Ausgediente Eisenbahnwaggons, auf denen Baumwollballen befestigt waren, dienten den grabenden Soldaten als Sichtschutz. Insgesamt legte die Tennessee-Armee neun Annäherungsgräben an.
Im Abschnitt der 3. Division des XVII. Korps unter Generalmajor John A. Logan erreichte der Annäherungsgraben am 22. Juni das Fundament der 3. Louisiana Redan, die Artillerie war bis auf 50 m herangezogen worden.
Die Soldaten begannen nun einen Tunnel unter der Befestigung zu graben. Der Tunnel war ungefähr 15 m lang und endete in drei jeweils fünf Meter langen Stollen. Die Stollen wurden mit 2.200 Pfund Schwarzpulver gefüllt. Die Nordstaatler zündeten diese „Mine“ am Nachmittag des 25. Juni. Der Durchmesser des durch die Explosion entstandenen Kraters betrug dreizehn Meter, die Tiefe vier Meter.
Ein Regiment der Nordstaatler griff sofort nach der Detonation durch den Krater an. Die konföderierten Verteidiger hatten jedoch die Arbeiten am Tunnel erkannt und eine neue Verteidigungsstellung jenseits des Kraters ausgebaut. Der Angriff scheiterte – die Verluste der Nordstaatler waren mehr als doppelt so hoch wie die der Südstaatler. An dieser Stelle bauten die Soldaten einen weiteren Tunnel, der am 1. Juli die Reste der Befestigung endgültig zerstörte. Ein weiterer Angriff fand nicht statt.
Artilleriebeschuss
Die Tennessee-Armee beschoss die Stadt ständig mit bis zu 220 Geschützen von Land und immer wieder vom Fluss mit den Kanonenbooten der Mississippi-Flottille. An manchen Tagen befahl Grant persönlich Zeitpunkt, Dauer und Ziele des Feuers.
Die Geschütze der Mississippi-Armee erwiderten das Feuer nur sehr selten, erzielten aber Erfolge, besonders gegen Angriffe vom Mississippi her. So versenkten sie am 27. Mai die USS Cincinnati.
Die Zivilbevölkerung konnte dem ständigen Artilleriebeschuss nicht entkommen. Deshalb waren die Hänge der Stadt bald von selbst gegrabenen Höhlen überzogen, in denen die Zivilisten hausten.
Leben in den Stellungen

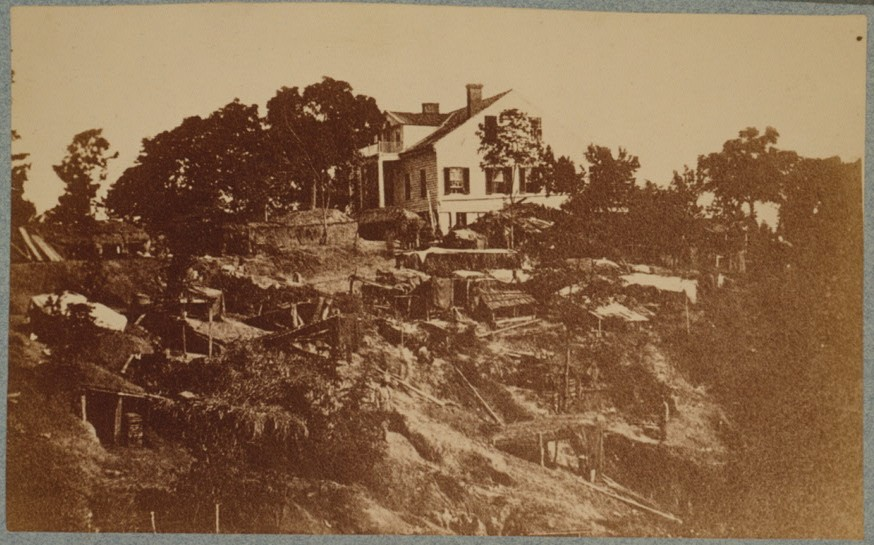
Unterkünfte der Soldaten aus Logans Division

Für die Soldaten der Tennessee-Armee bestand die Belagerung aus Schanzen und Ruhe. Größte Beschwernis, sogar mehr als die gegnerischen Scharfschützen, war die Hitze, die die Soldaten in ihren wollenen Uniformen ertragen mussten. Im Gegensatz dazu mussten die Südstaatler ständig die durch den Artilleriebeschuss beschädigten Befestigungen ausbessern, und kamen deshalb, und weil sie wegen ständig sinkender Mannschaftsstärke immer in den Stellungen eingesetzt bleiben mussten, nicht zur Ruhe. Viele Menschen, besonders Zivilisten, waren wegen des immer wiederkehrenden, nicht voraussehbaren Beschusses durch Artillerie dem Wahnsinn nahe: „Wenn das so weitergeht“, schrieb ein konföderierter Offizier, „muss ein Haus gebaut werden, in dem die Verrückten untergebracht werden können.“
Versorgung
Nach der kampflosen Einnahme des Schlüsselgeländes um Haynes Bluff hatte Grant den gesamten Nachschub an diesen Ort befohlen. Das betraf sowohl personelle Verstärkungen als auch Versorgungsgüter. Die Tennessee-Armee verstärkte sich nahezu um das Doppelte. Verpflegung, Wasser und Munition aller Kaliber war bei der Tennessee-Armee im Überfluss vorhanden.
Die Soldaten der Mississippi-Armee und die Zivilbevölkerung Vicksburgs litten unter der Belagerung der Stadt und der dadurch verursachten Abriegelung von sämtlicher Versorgung. Deshalb erwiderten die Südstaatler das Artilleriefeuer nur sporadisch. Ein Brigadekommandeur schlug vor, den noch nicht geborgenen US-Verwundeten in der Nacht die Munition und all die schönen Enfield-Gewehre („all beautiful Enfields“) abzunehmen. Eine Woche später untersagte Pemberton diese Ausrüstungsmethode, da nicht ausreichend Minié-Geschosse zur Verfügung standen. Die Rationen der Soldaten schrumpften auf ein Viertel der Größe vor Beginn der Belagerung. Der Verzehr von Muli- und später auch Rattenfleisch war an der Tagesordnung. Hunde und Katzen verschwanden aus dem Stadtbild. Auch Vögel wurden gegessen. Das Hauptnahrungsmittel der Soldaten war Kaffee, der schon bald nach Beginn der Belagerung nicht mehr zur Verfügung stand. Als Ersatz wurde eine Mischung aus Süßkartoffeln, Brombeerblättern und Sassafras eingeführt. Als Mehlersatz erhielten die Soldaten eine Mischung aus Erdnüssen und Maismehl, die eine verheerende Wirkung auf die Verdauungssysteme hatte und deswegen einer Geheimwaffe der Union gleichgesetzt wurde. Ende Juni betrug der Krankenstand der Mississippi-Armee nahezu die Hälfte der Verpflegungsstärke; häufigste Krankheit war Skorbut.
Ablösung McClernands
Generalmajor McClernand war ein politischer General und Parteifreund Lincolns. Seitdem er bei Belmont, Missouri Grant unterstellt war, gab es immer wieder Differenzen zwischen beiden Generalen, besonders weil sich McClernand immer wieder in der Öffentlichkeit als weitsichtiger und als besser zur Führung der Tennessee-Armee geeignet bezeichnete. Diese persönliche Pressearbeit war während des Bürgerkrieges nicht unüblich – zwei Beispiele dafür waren McClellan und Hooker.
Der Sonderbeauftragte Charles A. Dana meldete Kriegsminister Stanton am 24. Mai, dass wegen der Aktion McClernands während des zweiten Angriffs am 22. Mai Grant mit dem Gedanken der Ablösung McClernands gespielt habe. Grant wollte Meldungen McClernands nur noch dann glauben, wenn diese durch andere bestätigt worden seien. Dana selbst hielt McClernand für absolut ungeeignet, er sprach ihm sogar jegliche Fähigkeit ab, auch nur ein Regiment zu führen.
McClernand erließ am 30. Mai einen Befehl, in dem er den Angehörigen des XIII. Korps für die gezeigten Leistungen dankte. Diesen Befehl ließ er gegen den ausdrücklichen Befehl der Heeresführung der Presse zukommen. Am 17. Juni beschwerten sich McPherson und Sherman bei Grant über die Berichterstattung der Presse, die die Erfolge der Tennessee-Armee ausschließlich dem XIII. Korps und McClernand zuschrieben. Generalmajor Grant enthob McClernand am 18. Juni des Kommandos und setzte Generalmajor O.C. Ord als Nachfolger ein. McClernand wies in seinem Antwortschreiben zwar noch darauf hin, dass er vom Präsidenten eingesetzt worden sei, fügte sich aber der Anordnung.

### Konföderierte Gegenmaßnahmen
Verhalten der Zivilbevölkerung
Generalleutnant Pemberton hatte vor Beginn der Belagerung angeordnet, dass Zivilisten die Stadt verlassen sollten. Nur wenige kamen diesem Befehl nach, um das Schicksal der Mississippi-Armee zu teilen. Zusätzlich strömten mit den fliehenden Verbänden vom Champion Hill Zivilisten in die Stadt. Trotz des immer gleichbleibenden, meist nur von den Mahlzeiten der Unionsartilleristen unterbrochenen Beschusses blieb die Bevölkerung bei dem gewohnten Leben. Männer und Frauen flanierten auf den Straßen. Täglich erschien eine Zeitung, in den letzten Tagen der Belagerung auf Tapete. Die Verpflegungsrationen für die Zivilisten sanken auf ein noch geringeres Maß als die der Soldaten. Ein Haus nach dem anderen wurde zum Lazarett erklärt und mit gelben Flaggen beflaggt. Die weibliche Bevölkerung kümmerte sich um die Kranken und Verwundeten.
Militärische Maßnahmen
Die Abwehr der Angriffe am 19. und 22. Mai gelang Pemberton auch durch die Bildung von Schwerpunkten durch Verschieben und Einsatz von Reserven. Mit der Fortdauer der Belagerung und der schwindenden Mannschaftsstärke der Mississippi-Armee wurde das Bilden von Reserven zunehmend schwieriger, zumal gleichzeitig sehr viele Soldaten bei der Reparatur der Befestigungen eingesetzt waren. Wegen Munitionsmangels wurden Truppenteile der Union nur bekämpft, wenn sie sich der eigenen Linie bis auf wenige Meter genähert hatten. Die Feldposten, die in der Nacht aufgestellt waren und häufig nur Meter voneinander entfernt waren, bekämpften sich nicht.
Die Verteidigung der Stadt wurde im Wesentlichen von der Hoffnung auf Entsatz getragen. Nur bei rechtzeitigen Entsatz, das war sowohl Präsident Davis, Pemberton und Johnston klar, konnte die Stadt gerettet werden. Diese Hoffnung auf Entsatz wurde durch die ersten Telegramme Präsident Davis’ gestärkt, der Pemberton versprach, die für die Befreiung Vicksburgs notwendigen Truppen schnellstmöglich bereitzustellen.
Johnston hatte schon während des zweiten Vicksburg-Feldzuges auf die Bedeutung des Schlüsselgeländes Haynes Bluff hingewiesen. Als ihm der Verlust gemeldet wurde, sah er die Stadt als verloren an. All seine Bemühungen richteten sich auf die Rettung der Kampfkraft der Mississippi-Armee. Johnston wollte, dass Pemberton mit der Armee die Belagerung durchbrechen sollte. Dazu bedurfte es genauer Absprachen, weil Johnston mit den ihm unterstellten Kräften der Mississippi-Armee entgegenkommen musste. Den Aufforderungen zur Vorlage eines gemeinsamen Operationsplanes kam Pemberton erst Mitte Juni nach.
Je länger die Belagerung dauerte, desto mehr sank die Moral. Die Soldaten erhielten nur ein Viertel der Rationen – Ende Juni war fast die Hälfte krankgeschrieben, viele wegen Skorbut. Bei den wenigen Metzgern tauchten enthäutete Ratten neben Maultierfleisch auf.
Am 15. Juni informierte Johnston das Kriegsministerium, dass er den Entsatz Vicksburgs als hoffnungslos ansehe. Johnston standen Mitte Juni 30.000 Soldaten zur Verfügung. Die Divisionen bestanden teilweise aus gerade ausgebildeten Rekruten und verfügten über keine schweren Waffen. Ende Juni war die erste kampfkräftige Division – Breckenridge – in Jackson, Mississippi eingetroffen. Sie wurde sofort zur bewaffneten Aufklärung gegen die Überwachungskräfte unter Generalmajor Sherman eingesetzt. Johnston verfügte nun über fünf Divisionen, denen sieben unter Shermans Kommando gegenüberstanden. Am 1. Juli befahl Johnston einen Angriff auf die Stellungen der Tennessee-Armee, der bis zum Big Black vordrang, aber dann wegen der Kapitulation der Mississippi-Armee abgebrochen wurde.

## Kapitulation und Nachwirkungen
Generalleutnant Pemberton erhielt am 28. Juni einen Brief „vieler Soldaten“ mit der Forderung, mit der stolzen Armee zu kapitulieren, wenn es ihm nicht gelänge, sie ausreichend zu verpflegen. Nach einer Besprechung mit den Divisionskommandeuren, die Pemberton bestätigten, dass die Soldaten körperlich nicht in der Lage seien, einen Ausbruch erfolgreich durchzuführen, sandte er am 3. Juli eine Nachricht an Grant, der ebenso wie bei Fort Donelson zunächst eine bedingungslose Kapitulation forderte. Grant wurde jedoch schnell klar, dass der Transport der 30.000 Kriegsgefangenen in die Gefangenenlager im Norden die Mobilität der Tennessee-Armee erheblich einschränken würde. Zudem mussten die Kriegsgefangenen zusätzlich versorgt werden.
Deswegen bot Grant an, alle Gefangenen auf Ehrenwort (on parole) zu entlassen. Er erwartete, dass viele dieser halbverhungerten und im Stich gelassenen Soldaten nicht erneut gegen den Norden kämpfen würden und dass sie den Schandfleck der Niederlage nach Hause tragen würden. Angesichts dieses relativ großzügigen Angebots war Pembertons Reaktion ungehalten, weil er die Gründe Grants durch einen Schlüsseleinbruch in Grants Kommunikation kannte und gehofft hatte, größere Teile der Tennessee-Armee und der Mississippi-Flottille auch nach der Kapitulation binden zu können und weil er einen Stimmungseinbruch in der Bevölkerung der Konföderation bei einer Kapitulation am Unabhängigkeitstag befürchtete.

Die Kapitulation wurde unter einer alten Eiche unterzeichnet, die dadurch zu einem historischen Denkmal wurde. In seinen Memoiren beschrieb Grant das Schicksal dieses Baumes so: 

„It was but a short time before the last vestige of its body, root and limb had disappeared, the fragments taken as trophies. Since then the same tree has furnished as many cords of wood, in the shape of trophies, as “The True Cross.”“

„Es dauerte nicht lange, bis der letzte Rest ihres Stamms, der Wurzeln und Äste verschwunden waren. Die Teile wurden als Andenken davongetragen. Seither gibt es von diesem Baum so viele Holzsplitter-Trophäen wie vom wahren Kreuz Jesu.“

Insgesamt ergaben sich 2.166 Offiziere, 27.230 Unteroffiziere und Mannschaften sowie 115 zivile Bedienstete der Mississippi-Armee den Siegern. Die meisten dieser Männer verstießen schon bald gegen ihr Ehrenwort und kämpften anschließend erneut gegen die Union in Tennessee und Georgia. Ein Offizier und 708 Soldaten bestanden jedoch darauf, als Kriegsgefangene behandelt zu werden. Sie wollten lieber im Norden eingesperrt sein, als erneut kämpfen zu müssen.
Der Vicksburg-Feldzug war damit noch nicht zu Ende, aber die Festung war gefallen und nach der Bezwingung von Port Hudson am 8. Juli war der Mississippi fest in der Hand der Bundestruppen. Damit war die Konföderation in zwei Teile gespalten.
Weil die Kapitulation der Stadt am 4. Juli erfolgte, wurde der Unabhängigkeitstag offiziell bis nach dem Zweiten Weltkrieg nicht gefeiert. Behörden und Geschäfte waren geöffnet; die Bürger nutzten den Tag zum Gedenken an die Niederlage, zu Ausflügen und Picknicks.